# Tracktor Bowling
Tracktor Bowling ist eine russische Alternative/Nu-Metal-Band aus Moskau, Russland.

## Geschichte
Ursprünglich gegründet 1996, kam Tracktor Bowling mit einem neuen Style in die russische Hard-Rock-Szene. Es folgten Veränderungen im musikalischen Style und der Besetzung. Die erste Demoplatte, Mutation/Mutazija (2000) und deren Präsentation waren erfolgreich. Es gab mehrere Shows, bei denen Tracktor Bowling ihren Status erlangten, die führende Band in der Moskauer Alternative-Rock-Szene zu sein.
Das Debüt-Album, Breaking Through/Naprolom (2002) machte Tracktor Bowling zu den Stars auf den größten Alternative Rock Festivals in Russland. Das nächste Album, The Edge/Tscherta kam Anfang 2005 raus. Danach folgten die „The Edge Tour 2005“ quer durch Russland sowie Shows auf den größten russischen Rock Festivals.
Die Band wurde in verschiedenen russischen Alternative Musik Awards in allen Kategorien nominiert. In verschiedenen Jahren wurde Tracktor Bowling als beste Live-Rock-Band in Russland ausgezeichnet. Drei englischsprachige Songs erschienen auf der neuen EP It’s Time To… auf MySpace.
Das dritte Album, Walkin on Glass/Shagi Po Steklu, mit 16 neuen Songs erschien 2006. Das Album hatte eine neue Soundqualität, welche durch die Aufnahme in Finnland durch Mikko Herranen erreicht wurde. Zusammen mit dem neuen Album gingen Tracktor Bowling auf die „Walking On Glass Tour 2006“. Die Band absolvierte mehr Auftritte als andere Alternative-Bands es jemals gemacht hatten. Es entstanden viele Tracktor-Bowling-Fan-Clubs in Russland und anderen GUS-Ländern. Im November 2006 gewann die Band die wichtigsten Nominierungen beim Russian Alternative Music Prize und wurde somit die beste Alternative Band 2005–2006.
Im Dezember 2006 präsentierten Tracktor Bowling ihr neues Akustikalbum Half A Year Till The Spring (Polgoda Do Wesny), auf welchen sowohl neue Songs als auch alte Hits sind. Am 24. September 2009 wurde die neue Single Ni schagu nasad im Internet veröffentlicht.

## Diskografie
- 1999: Мутация (альбом) (Demo)
- 2000: Мутация 2(000) (Demo)
- 2002: Напролом (LP)
- 2005: Черта (LP)
- 2005: It’s Time To… (EP)
- 2006: Шаги По Стеклу (LP)
- 2006: Два шага до… и год послеБрат (DVD)
- 2007: TRACKTOR BOWLING. Vol.1 (LIVE)
- 2007: Полгода до весны… (Acoustic)
- 2008: Время (Single)
- 2008: Поколение Рок (Single)
- 2009: Ни шагу назад (Single)
- 2010: Tracktor Bowling (LP)
- 2015: Бесконечность

## Videoclips
- 2003: Santaclaustrophobia 2000
- 2004: Она
- 2005: Черта
- 2006: Шаги по стеклу
- 2007: Твоя
- 2008: Outside
- 2008: Время
- 2010: Мы
- 2010: Шрамы